# 8146-os mellékút (Magyarország)
A 8146-es számú mellékút egy közel 17,5 kilométer hosszú, négy számjegyű mellékút Komárom-Esztergom vármegye területén. Nagyigmándot köti össze Ászárral és a 81-es főúttal.

## Nyomvonala
Nagyigmánd központjában indul, a 8136-os útból kiágazva, annak 20+700-as kilométerszelvénye közelében, nagyjából délnyugati irányban. Tárkányi utca néven húzódik a belterület déli szélén, nagyjából 1,7 kilométer után keresztezi a Székesfehérvár–Komárom-vasútvonal vágányait, Nagyigmánd-Bábolna vasútállomás térségének déli szélénél, majd nem sokkal ezután  elhagyja a település utolsó házait is és átlép Bábolna területére. Ott szinte csak gazdálkodási hasznosítású létesítményeket és külterületeket érint, az 5. kilométerétől már teljesen tárkányi területen folytatódik; ugyanott ágazik ki belőle Bábolna központja felé a 8149-es út.
6,4 kilométer után éri el Tárkány belterületének északi szélét, ahol a Rákóczi Ferenc utca nevet veszi fel. Még a 7. kilométere előtt egy kisebb kiteresedést ér el, itt torkollik bele kelet felől, Csép irányából a 8148-as út, közel 6 kilométer teljesítése után. Innen a folytatása a Fő utca nevet viseli, a belterület déli széléig, vagyis majdnem 2,5 kilométeren át, annak ellenére is, hogy közben egy csaknem 90 fokos irányváltása is adódik. Ennél az irányváltásnál az addig jobbára délnyugati irányba haladó út délebbi irányba fordul; ezt az irányt nagyjából már a végéig követi.
A lakott területet elhagyva még sokáig tárkányi területen folytatódik, elhaladva egykor népes, ma már alig lakott külterületi településrészek, puszták mellett. Már a 13. kilométere után, de még mindig bőven a község területén jár, amikor – nyílt vonali szakaszon – újból keresztezi a komáromi vasút nyomvonalát. 14,2 kilométer után lép csak át Ászár területére – a határátlépést magas betonkerítés felbukkanása jelzi az út nyugati oldalán, emögött működött az évszázados múltú ászári keményítőgyár, melynek a közelmúltig még saját vasúti megállóhelye is volt (nevével ellentétben az is tárkányi területen).
Ászár belterületének északi szélét mintegy 16,3 kilométer után éri el az út, szinte ugyanott még egyszer áthalad a vasút sínjei felett; itt található, az átkelő északnyugati oldalán Ászár megállóhely is. Innen a Gyári út nevet viseli – ez is utal rá, hogy a falu többfunkciós, messze nem csak keményítőt előállító gyártelepe milyen jelentőséggel bírt a helyiek szempontjából –, a központ közelében pedig a Kossuth Lajos utca nevet veszi fel (ezalatt elhalad a község mindhárom temploma mellett). Így is ér véget, beletorkollva a 81-es főútba, annak 49. kilométere közelében.
Teljes hossza, az országos közutak térképes nyilvántartását szolgáló kira.gov.hu adatbázisa szerint 17,466 kilométer.

## Települések az út mentén
- Nagyigmánd
- (Bábolna)
- Tárkány
- Ászár